# دنگ یو-چنگ
دنگ یو-چنگ (انگلیسی: Deng Yu-cheng؛ زادهٔ ۲۵ آوریل ۱۹۹۹) کماندار اهل تایوان است.